# ATG3
ATG3 (англ. Autophagy related 3) – білок, який кодується однойменним геном, розташованим у людей на 3-й хромосомі. Довжина поліпептидного ланцюга білка становить 314 амінокислот, а молекулярна маса — 35 864.
| 10         |  | 20         |  | 30         |  | 40         |  | 50         |
| ---------- |  | ---------- |  | ---------- |  | ---------- |  | ---------- |
| MQNVINTVKG |  | KALEVAEYLT |  | PVLKESKFKE |  | TGVITPEEFV |  | AAGDHLVHHC |
| PTWQWATGEE |  | LKVKAYLPTG |  | KQFLVTKNVP |  | CYKRCKQMEY |  | SDELEAIIEE |
| DDGDGGWVDT |  | YHNTGITGIT |  | EAVKEITLEN |  | KDNIRLQDCS |  | ALCEEEEDED |
| EGEAADMEEY |  | EESGLLETDE |  | ATLDTRKIVE |  | ACKAKTDAGG |  | EDAILQTRTY |
| DLYITYDKYY |  | QTPRLWLFGY |  | DEQRQPLTVE |  | HMYEDISQDH |  | VKKTVTIENH |
| PHLPPPPMCS |  | VHPCRHAEVM |  | KKIIETVAEG |  | GGELGVHMYL |  | LIFLKFVQAV |
| IPTIEYDYTR |  | HFTM       |  |            |  |            |  |            |

A: Аланін

C: Цистеїн

D: Аспарагінова кислота

E: Глутамінова кислота

F: Фенілаланін

G: Гліцин

H: Гістидин

I: Ізолейцин

K: Лізин

L: Лейцин

M: Метіонін

N: Аспарагін

P: Пролін

Q: Глутамін

R: Аргінін

S: Серин

T: Треонін

V: Валін

W: Триптофан

Кодований геном білок за функцією належить до лігаз. 
Задіяний у таких біологічних процесах, як транспорт, транспорт білків, убіквітинування білків, автофагія, ацетилювання, альтернативний сплайсинг. 
Локалізований у цитоплазмі.